# Aventurer (història)
Antigament es coneixia amb el terme aventurer aquelles persones que subsistien viatjant per les ciutats, viles i nuclis del país a on venien els aliments i altres productes que transportaven d'un lloc a un altre. En algunes èpoques aquesta paraula va arribar a incloure també aquells servents temporals que treballaven circumstancialment per alguna família amb diners.
Es diferenciaven dels mercaders pel fet de no disposar de capital suficient com per dedicar-se al comerç de manera professional. Cal entendre la seva situació com una estratègia de supervivència o estil de vida més que no pas com un ofici concret.